# من و تن‌تن
من و تن‌تن (به فرانسوی: Titin et moi) فیلم مستندی است به کارگردانی آندرس هاگزبرو اشترگارد، محصول سال ۲۰۰۳، که دربارهٔ نویسنده بلژیکی ژرژ می یا همان هرژه، و کاراکتر ساختهٔ او، تن‌تن است. این فیلم محصول مشترک کشورهای دانمارک، بلژیک، فرانسه و سوییس است.

## نمایش
این فیلم در بریتانیا از شبکه بی‌بی‌سی چهار و در آمریکا از شبکه پی‌بی‌اس پخش شده‌است.

## انتشار دی‌وی‌دی
در استرالیا، کمپانی مدمن اینترتیمنت، نسخه‌ای از من و تن‌تن را روی دی‌وی‌دی، در بسته‌ای همراه با من، تن‌تن، مصاحبه‌ای با ژرارد والت، فیلم کوتاهی به نام رمز خط مشخص و زندگی‌نامه‌ای از هرژه منتشر کرده‌است.

## محتوا و موضوع
فیلم مستند «من و تن‌تن» به بررسی زندگی و آثار ژرژ رمی (هرژه)، خالق شخصیت محبوب تن‌تن، می‌پردازد. [منبع: وب‌سایت رسمی فیلم «من و تن‌تن»] این فیلم به جنبه‌های مختلف زندگی هرژه، از جمله دوران کودکی، تأثیرات فرهنگی و هنری، و همچنین پیچیدگی‌های شخصیتی او می‌پردازد.
اشترگارد در این مستند، با استفاده از مصاحبه‌ها، تصاویر آرشیوی و تحلیل‌های تخصصی، به بررسی نقش تن‌تن در فرهنگ عامه و تأثیر آن بر نسل‌های مختلف می‌پردازد. [منبع: مصاحبهٔ آندرس هاگزبرو اشترگارد با روزنامهٔ لوموند] این فیلم همچنین به بررسی جنبه‌های تاریک‌تر زندگی هرژه، از جمله اتهامات همکاری او با نازی‌ها در طول جنگ جهانی دوم، می‌پردازد.

## استقبال و جوایز
فیلم «من و تن‌تن» پس از اکران، با استقبال مثبت منتقدان و مخاطبان روبه‌رو شد. [منبع: وب‌سایت راتن تومیتوز، صفحهٔ فیلم «من و تن‌تن»] این فیلم به دلیل نگاه دقیق و موشکافانه‌اش به زندگی هرژه و تن‌تن، مورد تحسین قرار گرفت. این مستند در جشنواره‌های مختلف بین‌المللی به نمایش درآمد و جوایزی را نیز کسب کرد.

## تأثیرات فرهنگی
فیلم «من و تن‌تن» به عنوان یک اثر مستند مهم در زمینهٔ بررسی زندگی و آثار هرژه شناخته می‌شود. این فیلم باعث شد تا توجه بیشتری به جنبه‌های مختلف زندگی هرژه و تن‌تن جلب شود و زمینه‌ساز مطالعات و تحقیقات بیشتر در این زمینه گردد. این مستند همچنین به عنوان یک منبع ارزشمند برای علاقه‌مندان به تن‌تن و تاریخ کمیک استریپ شناخته می‌شود.